# Stade Rennais F.C.
Stade Rennais F.C. je francoski nogometni klub iz Rennesa. Klub je bil ustanovljen leta 1901 kot klub različnih športov.

## Dosežki
Prvak Ligue 2 2:
1955–56,1982-83.
Coupe de France 3:
1965, 1965 , 2019.
Trophée des champions 1:
1972,
Pokal Intertoto 1:
1995–96

## Igralci

### Postava sezone 2015-2016
| Št. | Država             | Položaj | Igralec                            |
| --- | ------------------ | ------- | ---------------------------------- |
| 1   | Francija           | GK      | Benoît Costil                      |
| 2   | Alžirija           | DF      | Mehdi Zeffane                      |
| 3   | Senegal            | DF      | Cheikh M'Bengue                    |
| 4   | Mozambik           | DF      | Mexer                              |
| 5   | Portugalska        | DF      | Pedro Mendes                       |
| 6   | Švica              | MF      | Gelson Fernandes                   |
| 7   | Francija           | FW      | Paul-Georges Ntep                  |
| 8   | Francija           | MF      | Abdoulaye Doucouré                 |
| 10  | Poljska            | FW      | Kamil Grosicki                     |
| 11  | Kolumbija          | MF      | Juan Quintero (on loan from Porto) |
| 12  | Francija           | DF      | Steven Moreira                     |
| 13  | Slonokoščena obala | FW      | Giovanni Sio                       |
| 14  | Senegal            | DF      | Fallou Diagné                      |
| 16  | Francija           | GK      | Olivier Sorin                      |

| Št. |                          | Položaj | Igralec                             |
| --- | ------------------------ | ------- | ----------------------------------- |
| 17  | Francija                 | MF      | Jérémie Boga (on loan from Chelsea) |
| 18  | Brazilija                | FW      | Pedro Henrique                      |
| 19  | Francija                 | DF      | Dimitri Cavaré                      |
| 20  | Mali                     | MF      | Yacouba Sylla                       |
| 21  | Francija                 | MF      | Benjamin André                      |
| 22  | Francija                 | DF      | Sylvain Armand                      |
| 23  | Francija                 | MF      | Ousmane Dembélé                     |
| 24  | Francoska Gvajana        | DF      | Ludovic Baal                        |
| 27  | Srednjeafriška republika | FW      | Habib Habibou                       |
| 28  | Francija                 | MF      | Yoann Gourcuff                      |
| 29  | Francija                 | DF      | Romain Danzé (captain)              |
| 30  | Litva                    | GK      | Edvinas Gertmonas                   |
| 35  | Francija                 | MF      | Nicolas Janvier                     |
| 40  | Senegal                  | GK      | Abdoulaye Diallo                    |

#### Na posoji
| Št. | Država               | Položaj | Igralec                        |
| --- | -------------------- | ------- | ------------------------------ |
| —   | Makedonija           | DF      | Gjoko Zajkov (at Charleroi)    |
| —   | Albanija             | DF      | Ermir Lenjani (at Nantes)      |
| —   | Francija             | DF      | Cédric Hountondji (at Auxerre) |
| —   | Francija             | MF      | Adrien Hunou (at Clermont)     |
| —   | Bosna in Hercegovina | MF      | Sanjin Prcić (at Torino)       |

| Št. |          | Položaj | Igralec                             |
| --- | -------- | ------- | ----------------------------------- |
| —   | Belgija  | MF      | Christian Brüls (at Standard Liège) |
| —   | Francija | FW      | Wesley Saïd (at Dijon)              |
| —   | Avstrija | FW      | Philipp Hosiner (at 1. FC Köln)     |
| —   | Švedska  | FW      | Ola Toivonen (at Sunderland)        |

### Znani igralci
| Francozi - Marcel Aubour - Jimmy Briand - Ousmane Dabo - Jean-Claude Darcheville - Yoann Gourcuff - Bernard Lama - Lucien Laurent - Jean Laurent - Jean Prouff - Mikaël Silvestre - Sylvain Wiltord - Henri Zambelli Argentinci - Attilio Bernasconi - Mario Hector Turdó Brazilci - César Michelon - Severino Lucas - Luís Fabiano |  | Kamerunci - Charles Léa - Stéphane Mbia - François Omam-Biyik Državljani Slonokoščene obale - Barry Copa - Saliou Lassissi Čehi - Jaroslav Bouček - Petr Čech Danci - Brian Jensen Nemci - Walter Hanke - Bernd Hobsch - Udo Horsmann - Walter Kaiser Nizozemci - Karel Bonsink - Erik van den Boogaard - Mario Melchiot - Arnold Oosterveer Španci - Salvador Artigas - Patricio Eguidazu |